# Хорошие времена, плохие времена
«Хорошие времена, плохие времена» (нем. Gute Zeiten, schlechte Zeiten или коротко GZSZ) — самая длинная немецкая «мыльная опера», транслирующаяся по будням с 1992 года на канале RTL Television. К лету 2018 года было показано более шести тысяч серий сериала.
Сериал возник как ремейк австралийской мыльной оперы «Мятежные годы», транслировавшейся в 1977—1981 годы. Первые 230 серий GZSZ были сняты точь-в-точь по адаптированному сценарию сериала «Мятежные годы». С 231-й серии пишется собственный оригинальный сценарий. В Нидерландах снимается своя версия сериала под таким же названием.

## Сюжет
Сериал рассказывает о молодых людях, живущих в берлинском районе Митте. Они посещают гимназию, учатся в университете, проходят практику, альтернативную гражданскую службу или только начали работать. Любовь, встречи и расставания, интриги, борьба за власть, моббинг в школе или на работе, трудности с выбором профессии, проблемы с наркотиками, криминал, знакомства по интернету — всё это проходят герои сериала в свои хорошие или плохие времена.
Создатели сериала уделяют особое внимание острым проблемам современного общества и происходящим в нём изменениям, не обходя стороной темы, которые, как правило, считаются «табуированными» в обществе. Различные молодёжные субкультуры, эмансипация гомосексуалов, гомофобия, каминг-аут, проституция, мужская проституция, нелегальная иммиграция, свиной грипп, природные катастрофы — вот лишь некоторые темы, освещавшиеся в сериале.

## В ролях
- Франк-Томас Менде — Клеменс Рихтер
- Лиза Рикен — Элизабет Майнхарт-Рихтер
- Вольфганг Баро — профессор Ханс-Йоахим Гернер
- Даниэль Фелов — Леон Морено
- Сюзан Сидерополос — Верена Кох
- Феликс фон Яшерофф — Джон Бахман
- Ульрике Франк — Катрин Флемминг-Гернер
- Анне Менден — Эмили Хёфер
- Йорн Шлёнвойгт — Филлип Хёфер
- Ивонн Каттерфельд — Юлия Блюм
- Кристин Майер — Ирис Матильда Кёстер
- Сара Ткоч — Люси Кёстер
- Рауль Рихтер — Доминик Гундлах
- Янина Узе — Ясмин Флемминг
- Феликс Изенбюгель — Карстен Райман
- Александер Бехт — Ленни Кёстер
- Тайфун Байдар — Тайфун Бадак
- Изабель Хорн — Пия Кох
- Клеманс Лёр — Александер Кёстер
- Сыла Шахин — Айла Озгюл
- Бьёрн Харрас — Патрик Граф мл.
- Лена Элерс — Даша Петрова
- Ева Мона Родекирхен — Марен Зеефельд
- Ирис Марайке Штин — Лилли Зеефельд
- Зента-София Деллипонти — Таня Зеефельд
- Винсент Крюгер — Винс Кёпке
- Яша Руст — Зак Клингенталь

и многие другие.

## Экономический успех
Согласно исследованиям, аудитория сериала распределена на 25 % среди людей от 14 до 49 лет. Такие цифры не могут не привлекать внимания рекламодателей. Только за 2007 год стоимость проданного рекламного времени в сериале составила 218 миллионов евро. Стоимость производства одной серии составляет 70-80 тысяч евро. При этом один рекламный ролик в сериале стоит от 30 до 60 тысяч евро. В среднем же, в каждой серии появляется около 24 роликов.

## «Мечты большого города»
В мае 2000 г. на телеэкраны вышел спин-офф к сериалу под названием «Мечты большого города», транслировавшийся по понедельникам также на RTL. Было запланировано 26 серий, однако в конце июня 2000 г. из-за низких рейтингов сериал был закрыт после 7 серии.

## Награды
- 1999: Bambi в категории «Лучший сериал».
- 2003: Deutscher Fernsehpreis в категории «Лучшее ежедневное телешоу».
- 2011: German Soap Award: Рауль Рихтер в категории «Лучший актёр ежедневной мыльной оперы».